# أوريليو ميغيل
أوريليو ميغيل (بالبرتغالية: Aurélio Miguel) هو سياسي برازيلي، ولد في 10 مارس 1964 في ساو باولو في البرازيل. حزبياً، نشط في Liberal Party (Brazil, 2006) ‏.

## روابط خارجية
- أوريليو ميغيل على موقع الفيدرالية الدولية للجودو (الإنجليزية)
- أوريليو ميغيل على موقع JudoInside.com (الإنجليزية)
- أوريليو ميغيل على موقع AllJudo.net (الفرنسية)
- أوريليو ميغيل على موقع اللجنة الأولمبية الدولية (الإنجليزية)
- أوريليو ميغيل على موقع أوليمبيديا (الإنجليزية)
- أوريليو ميغيل على موقع اللجنة الأولمبية البرازيلية (البرتغالية)